# Татакоа
Татакоа (шп. Desierto de la Tatacoa) је пустиња која се налази у Јужној Америци у средишњем делу Колумбије. Обухвата површину од око 300 km². Према типу подлоге спада у камените пустиње. 